# Бычок (подводная лодка)
«Бычок» — русская подводная лодка типа «Осётр» времён русско-японской войны.

## История строительства
Подводная лодка «Бычок» была заложена в 1904 году на верфи Newport News Shipbuilding & Dry Dock Company в Ньюпорт-Ньюс, США. В ноябре 1904 года в разобраном виде была доставлена в Либаву, Российская Империя, где на заводе по сути не собиралась, а строилась заново из-за низкого качества поставляемых частей корпуса.
Сборка была закончена в июне 1905 года, после чего «Бычок» был отправлен по железной дороге во Владивосток к месту службы. Эшелон прибыл на место 8 сентября того же года. 9 ноября спущена на воду во Владивостоке.

## История службы
Зиму 1905—1906 года провела в бухте Новик, остров Русский. В 1907—1913 годах подводная лодка служила в составе Сибирской флотилии, зимовала во Владивостоке, летом проходила боевую подготовку в заливе Стрелок, бухта Разбойник.
17 мая 1910 года, когда «Бычок» буксировал маломореходную подводную лодку «Форель», та стала зарываться носом в воду и в итоге затонула из-за поступления воды внутрь через рубочный люк. Командир «Форели», два матроса и рулевой спаслись, перейдя на «Бычок».
11 ноября 1913 года «Бычок» был выведен из боевого состава флота, а 16 ноября — исключён из списков кораблей. 10 марта 1914 года подлодка была сдана к порту для разборки, хранилась, пока в 1922 году не была разделана на металл.

## Командиры
- Н. Д. Панютин: 7 апреля — 15 сентября 1905
- Б-К. Ф. Шидловский: 15 сентября 1905 — 6 января 1909
- А. С. Гадон (вр.и.о.): 10 января — 18 апреля 1909
- М. А. Бабицын: 5 января 1909—1912
- Н. Л. Якобсон: начало 1913 — 18 ноября 1913